# ОЗ-1
ОЗ-1 (от Окопный заряд) — инженерный боеприпас советского производства предназначенный для оперативного устройства одиночного окопа (стрелковой ячейки) взрывным способом в твердых и промерзших грунтах. Может также найти своё применение для рыхления твердого грунта при организации групповых стрелковых окопов на несколько человек, подготовке окопов для бронетехники и укрытий для транспортных машин.

## Конструкция
Конструктивно состоит из четырёх узлов, которые собираются перед применением:
1. кумулятивного заряда
2. фугасного заряда с реактивным двигателем;
3. взрывателя
4. пускового устройства УП-60

## Тактико-технические характеристики
Масса собранного заряда, кг — 3,5
Масса отдельных элементов, кг:
кумулятивного заряда — 1,26
ВВ кумулятивного заряда (А-IX-1) — 0,45
фугасного заряда с двигателем — 1,45
ВВ фугасного заряда — 0,65
пускового устройства УП-60 — 0,025
Габаритные размеры, мм
в боевом положении — высота 900 мм, диаметр основания 420 мм
сумки с зарядом раздельно по элементам — 680×145×100 мм
сумки с зарядом в собранном виде — длина 900 мм, диаметр 100 мм
Температурный диапазон применения — −50 °C / +50 °C
Время подготовки заряда к применению, минут — 3
Время замедления пускового устройства, секунд — 50-83
Время на оборудование одиночного стрелкового окопа, минут — 25-40